# Байдаково (58654471156)
Байдаково — деревня в Себежском районе Псковской области России. Входит в состав сельского поселения «Себежское».

## География
Находится на юго-западе региона и района, в лесной местности у озера Ормея, на территории национального парка «Себежский», у государственной границы с Республикой Беларусь.
Уличная сеть не развита.

## История
В 1802—1924 годах земли поселения Байдикова входили в Себежский уезд Витебской губернии.
В 1941—1944 гг. деревня находилась под фашистской оккупацией войсками Гитлеровской Германии.
До 1 января 2011 года деревня Байдаково входила в ныне упразднённую Глембочинскую волость. В 2010 году, согласно Закону Псковской области от 03.06.2010 № 984-ОЗ, деревня Байдаково после объединения пяти волостей (Глембочинской, Долосчанской, Дубровской, Лавровской и Томсинской) вошла в образованное муниципальное образование «Себежское сельское поселение». В результате в одной АТЕ появились две деревни Байдаково.

## Население
| 2001 | 2002 | 2010 |
| ---- | ---- | ---- |
| 30   | ↘21  | ↘6   |

Согласно результатам переписи 2002 года, в национальной структуре населения русские составляли 65 % от общей численности в 21 чел..

## Инфраструктура
Себежская Таможня, отдел Таможенного Оформления и Таможенного Контроля № 3.

## Транспорт
Автомобильная дорога общего пользования местного значения Байдаково — Горелово (идентификационный номер 58-254-870 ОП МП 58Н-042), длиной 5,6 км.